# Peregrino Paulos
Peregrino Paulos (Buenos Aires, Argentina, 1889 – ídem 21 de noviembre de 1921), fue un violinista, compositor y director de orquesta de tango. Entre sus obras se recuerda especialmente la música del tango Inspiración.

## Antecedentes personales
Su padre era un músico español que se llamba como él, y su madre Juana Mogensen era dinamarquesa. Tuvo dos hermanos menores que también fueron músicos, el violinista Roque Paulos y el pianista Niels Jorge Paulos, cuyo nombre se argentinizó a Nelson Jorge.
En un reportaje en la revista Ocurrió del 13 de febrero de 1965, su hermano Niels, lo evocaba en esta forma:

«Era buen mozo, de ojos claros y cabello ondulado, nariz fina aguileña, era alto y fornido. Estuvo largamente internado. Padeció mucho el pobre y no lo merecía, era todo bondad y ternura.»

## Actividad como ejecutante
Peregrino formó parte del conjunto del bandoneonista Augusto Berto junto a Horacio Gomila y el pianista Domingo Fortunato, reemplazado luego por su hermano Niels. Fue este conjunto que estrenó en 1918 en el café de Avenida de Mayo 899 que se llamó Café Gaulois y luego Bar Central, donde Berto actuaba desde 1914, el tango de Peregrino Paulos que llevó inicialmente el nombre 6ª del R. 2, titulado así a pedido de Niels que deseaba homenajear a sus compañeros de servicio militar eb la Sexta Compañía del Regimiento 2 de Infantería, pero a partir de 1922 en que fue grabado por Roberto Firpo, llevó el título, ya definitivo, de Inspiración.
Más adelante, Peregrino Paulos dirigió su propia orquesta, con la que grabó para el sello ERA cuatro discos, con estos ocho temas: Ausencia , vals de Luis Teisseire; El batacazo , de Manuel Pizarro; De mi tierra , de Juan de Dios Filiberto;  Hasta después de muerta , de Ricardo González; Lamento de un criollo , del propio Paulos; La polla , de Francisco Canaro;  La biblioteca  y el vals Penas de amor , ambos de Augusto Berto.

## Compositor

### El tangoInspiración
Después de ser grabado en 1922, el tango Inspiración cayó en el olvido hasta que, ya muerto su autor, lo reestrenó en 1929 Pedro Maffia con su orquesta que integraban, entre otros, Osvaldo Pugliese en piano y Elvino Vardaro en violín en el cabaré Pelikan Dancing de la calle Montevideo entre Corrientes y Sarmiento. Maffia lo grabó en 1930 y escaso tiempo después, a su pedido, Luis Rubistein le agregó la letra que en 1931 era grabada por primera vez en la voz de Agustín Magaldi.
En 1932 Inspiración  fue grabado por Libertad Lamarque, Alberto Gómez con la orquesta de Adolfo Carabelli  y Francisco Canaro; en 1943, lo registraron dos grandes orquestas en versiones de dos afamados arreglistas: de Miguel Caló  -arreglo de Osmar Maderna - y de Aníbal Troilo -arreglo de Astor Piazzolla-; desde entonces, ya convertido en un clásico, fue grabado en incontables versiones tanto en la Argentina como fuera de ella, como las de Carmen Cavallaro en Estados Unidos o la de Milva, con letra en italiano de Rondinella.

### El distinguido ciudadano
Otro tango que también alcanzó excelente repercusión fue El distinguido ciudadano  que había sido compuesto por Paulos para la comedia teatral del mismo nombre de José A. Saldías y Raúl Casariego que con gran éxito representó Roberto Casaux en 1915 el Teatro Apolo, que fue grabado por Carlos Di Sarli en 1946 y en 1952. Entre las demás obras que compuso pueden recordarse  L’abbayé (La Abadía), dedicado al cabaré del mismo nombre, de Esmeralda entre Lavalle y Tucumán; Balconeando, Golondrina, Lamentos de un criollo, El loro, La murga, El temporal y Tomasito.
Peregrino Paulos falleció en Buenos Aires el 21 de noviembre de 1921.